# Paul Laspeyres
Paul Laspeyres (* 22. April 1840 in Halle; † 14. Mai 1881 in Rom) war ein deutscher Architekt und Architekturhistoriker.

## Leben
Laspeyres war Nachfahre einer Hugenotten-Familie, die ursprünglich aus Südfrankreich stammte und seit dem 17. Jahrhundert in Berlin ansässig war. Sein Vater war der Rechtswissenschaftler Ernst Adolf Theodor Laspeyres und seine Brüder der Mineraloge Ernst Adolf Hugo Laspeyres und der Nationalökonom und Statistiker Étienne Laspeyres.
Er wuchs zunächst in Erlangen und dann ab 1846 in Lübeck auf, wohin sein Vater als Richter am Oberappellationsgericht der vier Freien Städte berufen worden war. Nach dem Besuch des Katharineums zu Lübeck begann er seine architektonischen Studien 1859 als Eleve bei dem Stadtbaumeister Paul Richard Thomann (1827–1873) in Bonn. Ab 1860 studierte er an der Berliner Bauakademie und bestand hier 1869 seine Baumeister-Prüfung. Schon 1868 beteiligte er sich mit Auszeichnung am Schinkel-Wettbewerb des Architekten-Vereins zu Berlin.
Zur Linderung seines Lungenleidens zog er in den Süden Europas und blieb bis an sein Lebensende in Rom ansässig. Hier war er jungen Architekten, die nach Rom zogen, ein „treuer Berather“, betreute die Restaurierungs- und Umbauarbeiten im Palazzo Caffarelli, dem Sitz der preußischen Gesandtschaft und späteren Botschaft des Deutschen Reichs, und hier schuf er von 1872 bis 1877 mit dem Gebäude des Deutschen Archäologischen Instituts den einzigen größeren Bau, der nach seinen Entwürfen ausgeführt wurde.

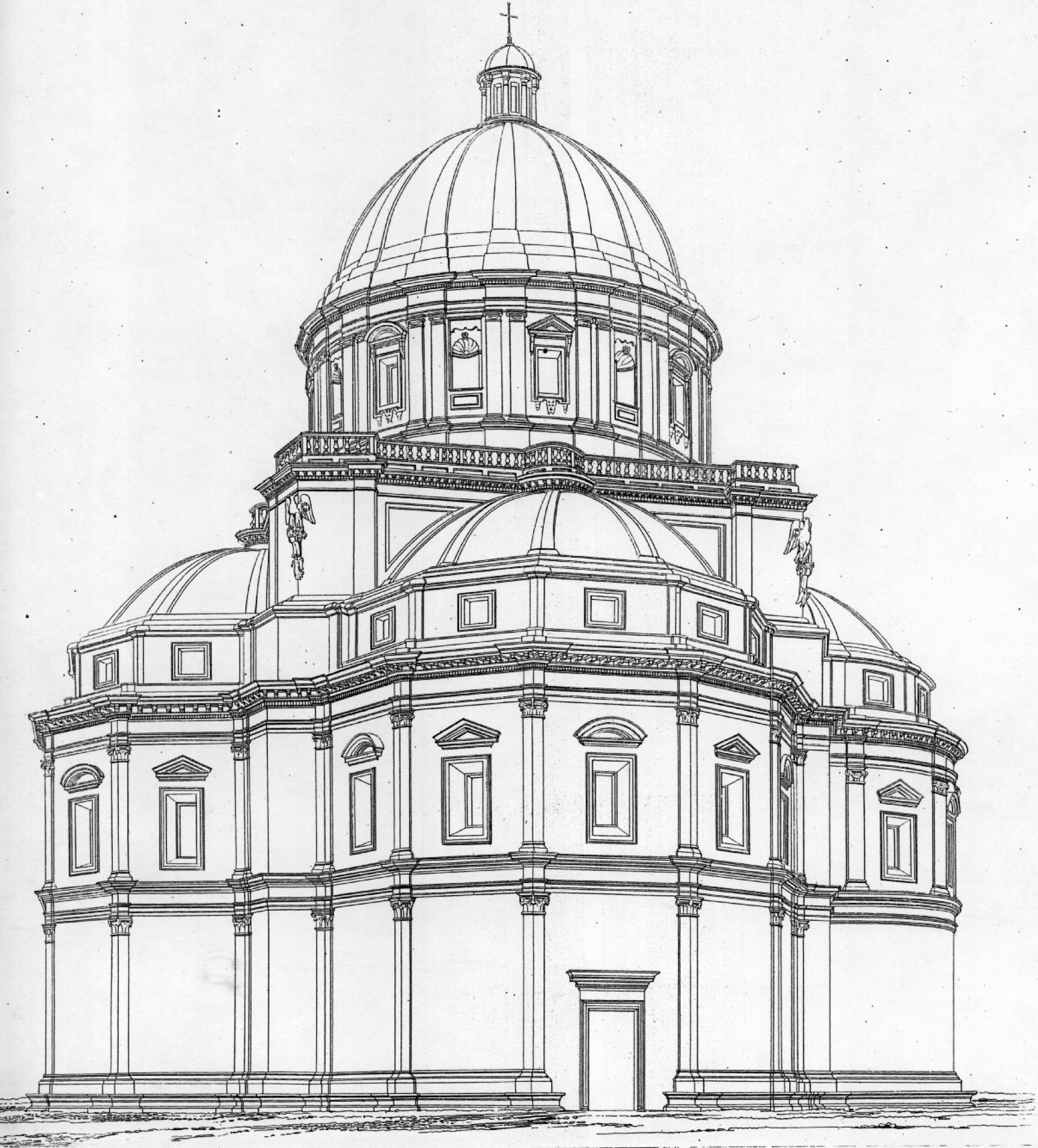
Laspeyres: S. Maria della consolazione zu Todi

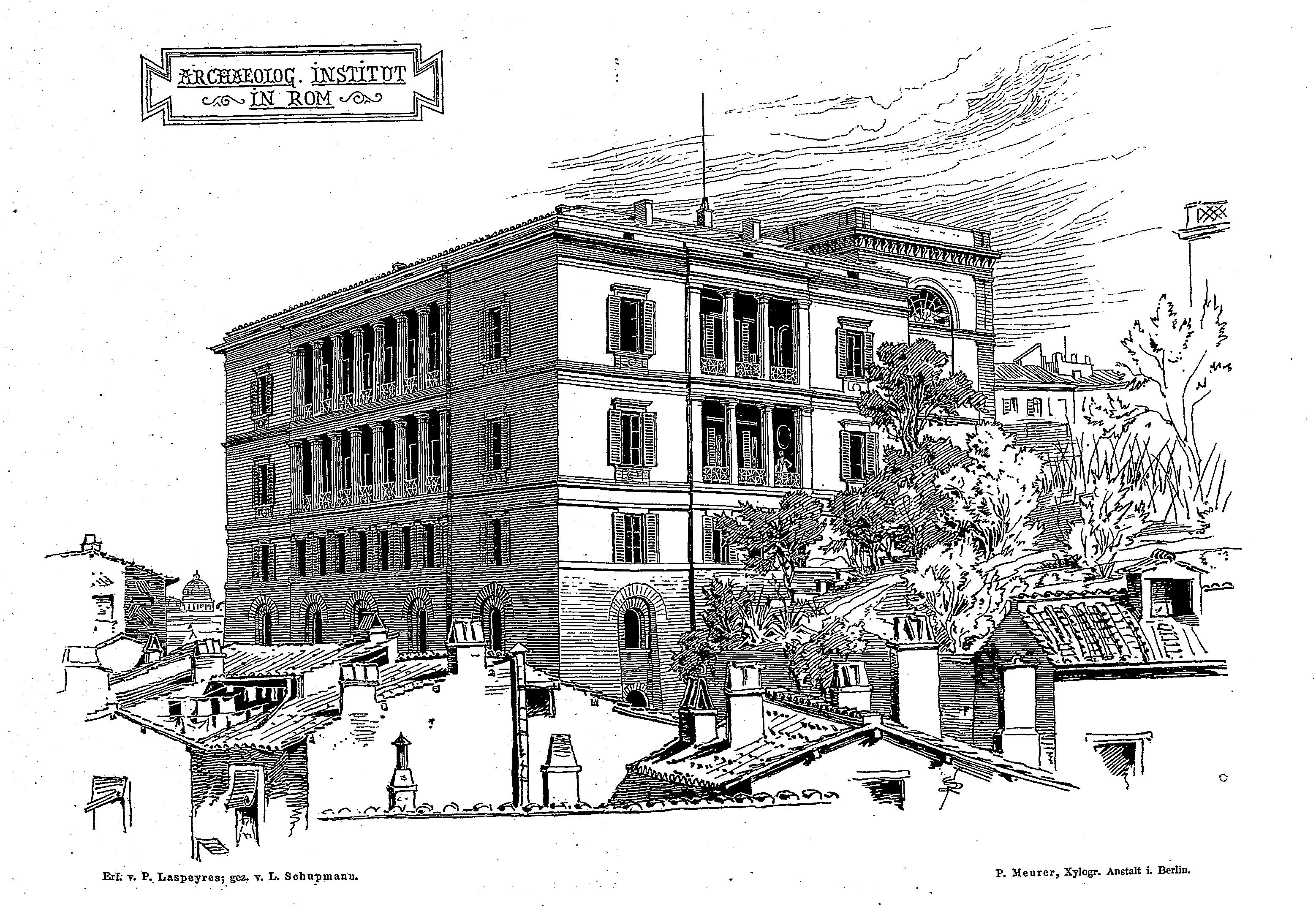
Neubau des Deutschen Archäologischen Instituts in Rom 1877
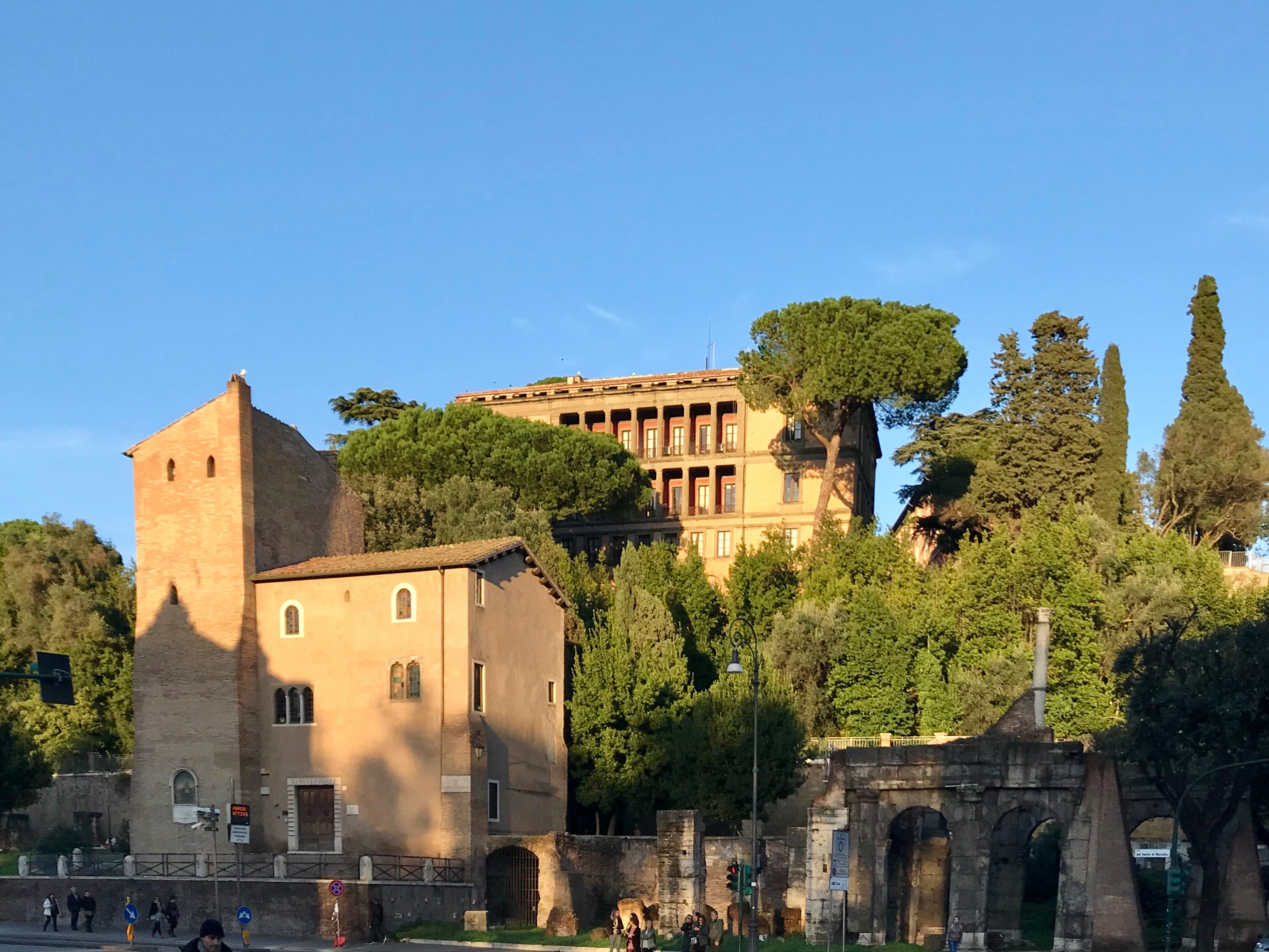
Ansicht 2019

Bald verlegte er den Schwerpunkt seiner Tätigkeit auf das Studium und die Aufnahme sowie die Veröffentlichung älterer Baudenkmale in Italien. 1868, nach seinem ersten Aufenthalt in Italien (1865–1867) veröffentlichte er in der Zeitschrift für Bauwesen die seinerzeit Donato Bramante zugeschriebene Kirche Santa Maria della Consolazione in Todi und andere Bauten dieser Stadt; 1871 publizierte er hier seine ältere Aufnahme der Katharinenkirche zu Lübeck.

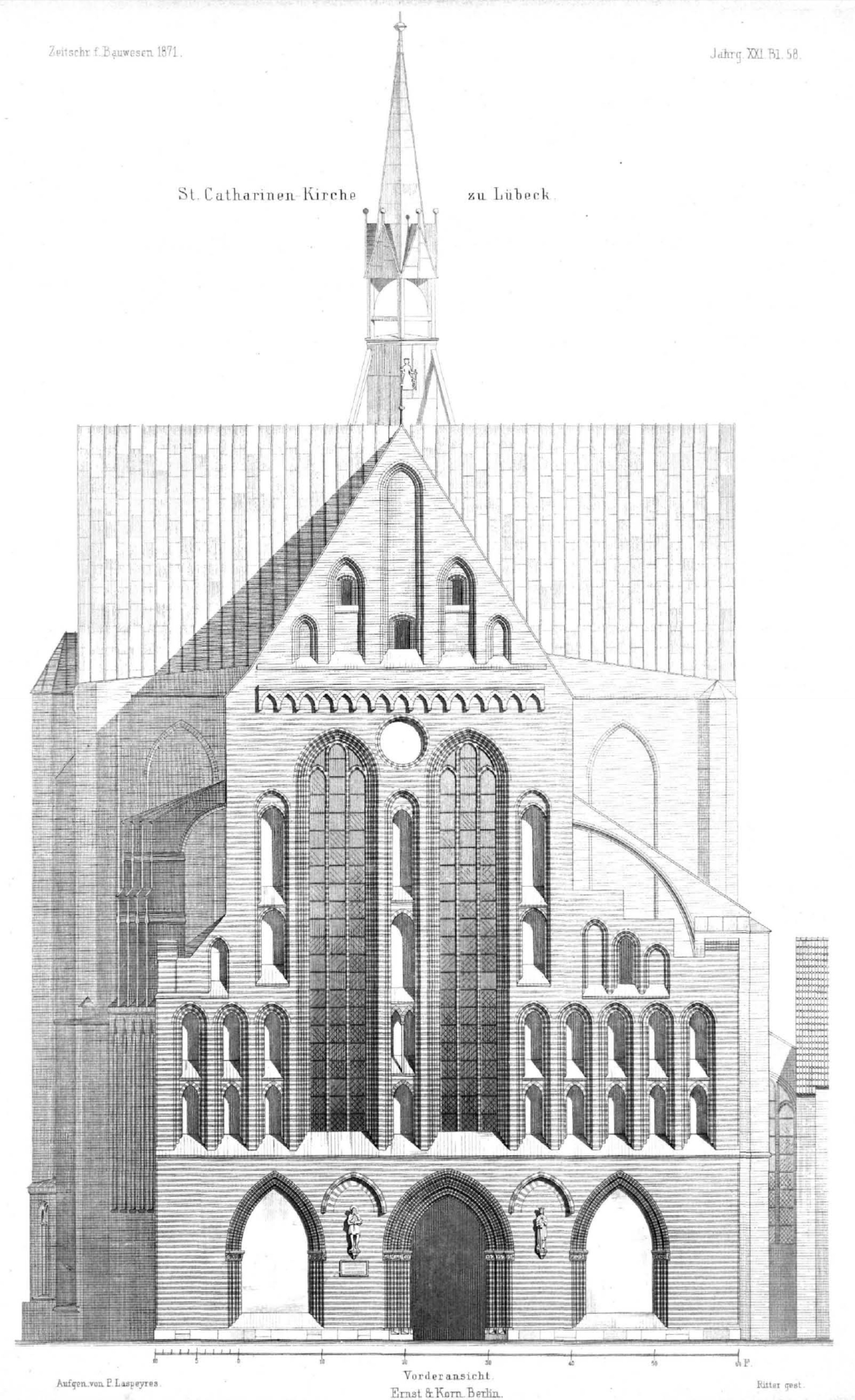
Westansicht

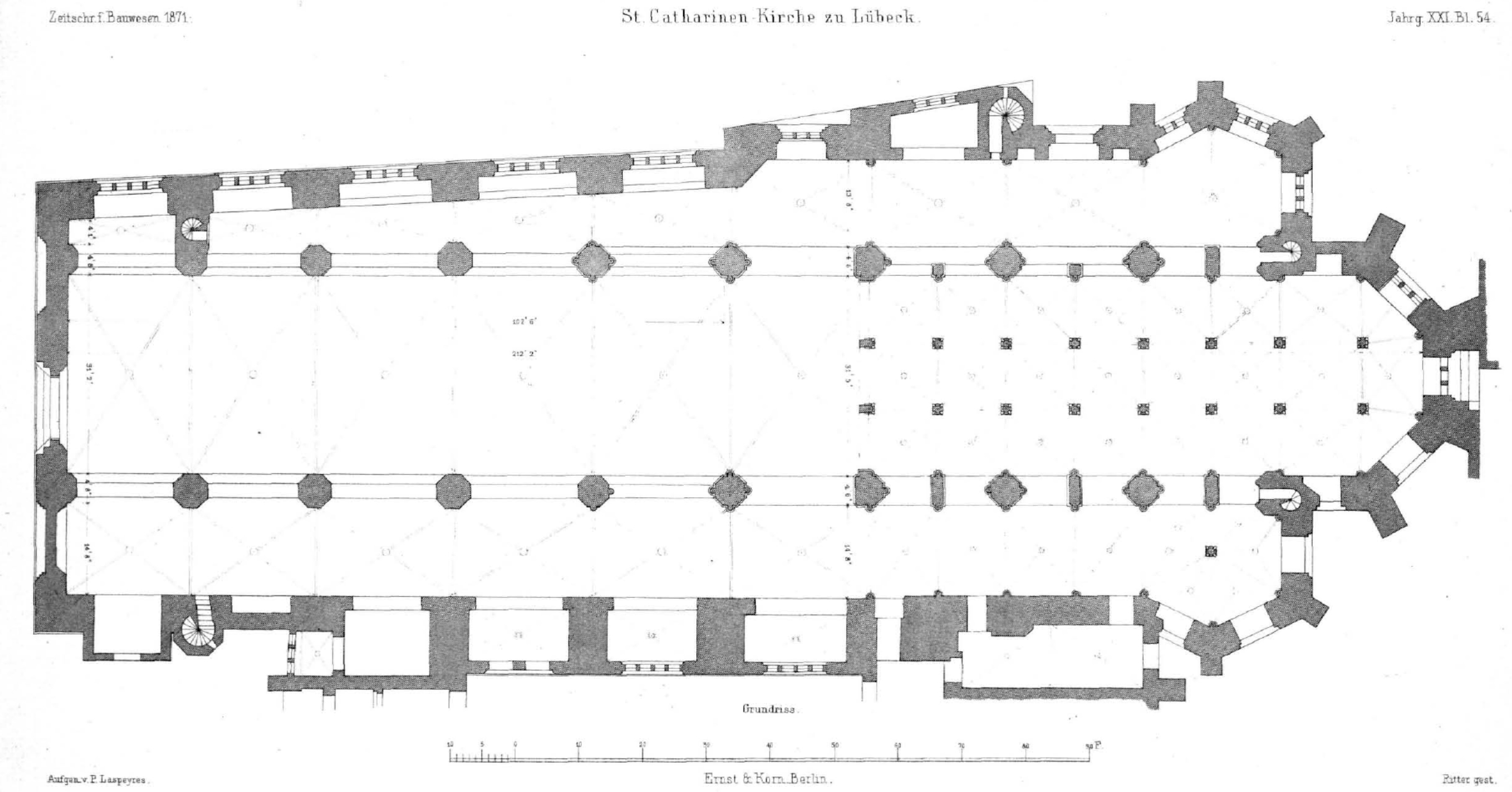
Plan der Lübecker Katharinenkirche von Laspeyres vor 1871
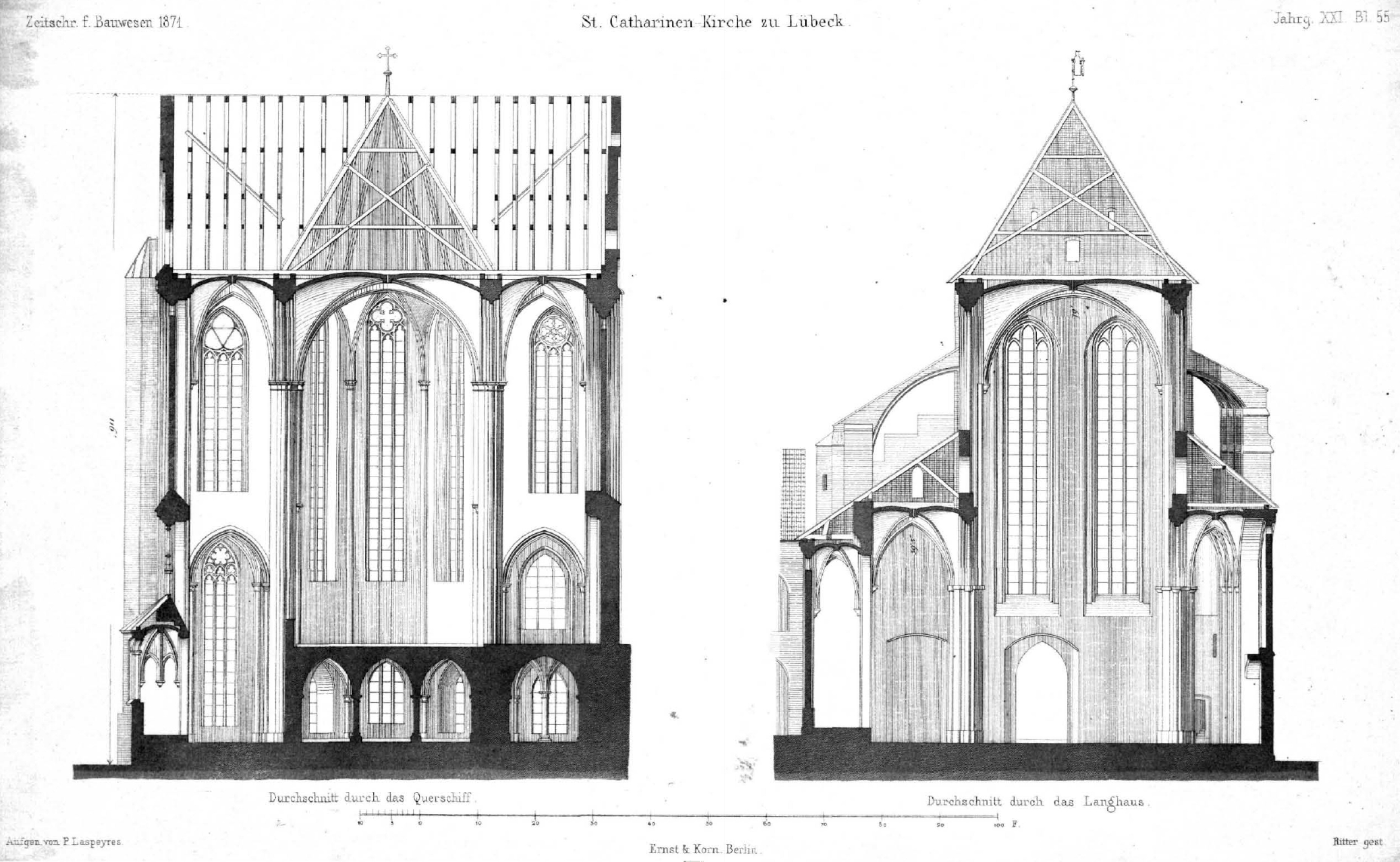
Schnitte Querschiff und Langhaus
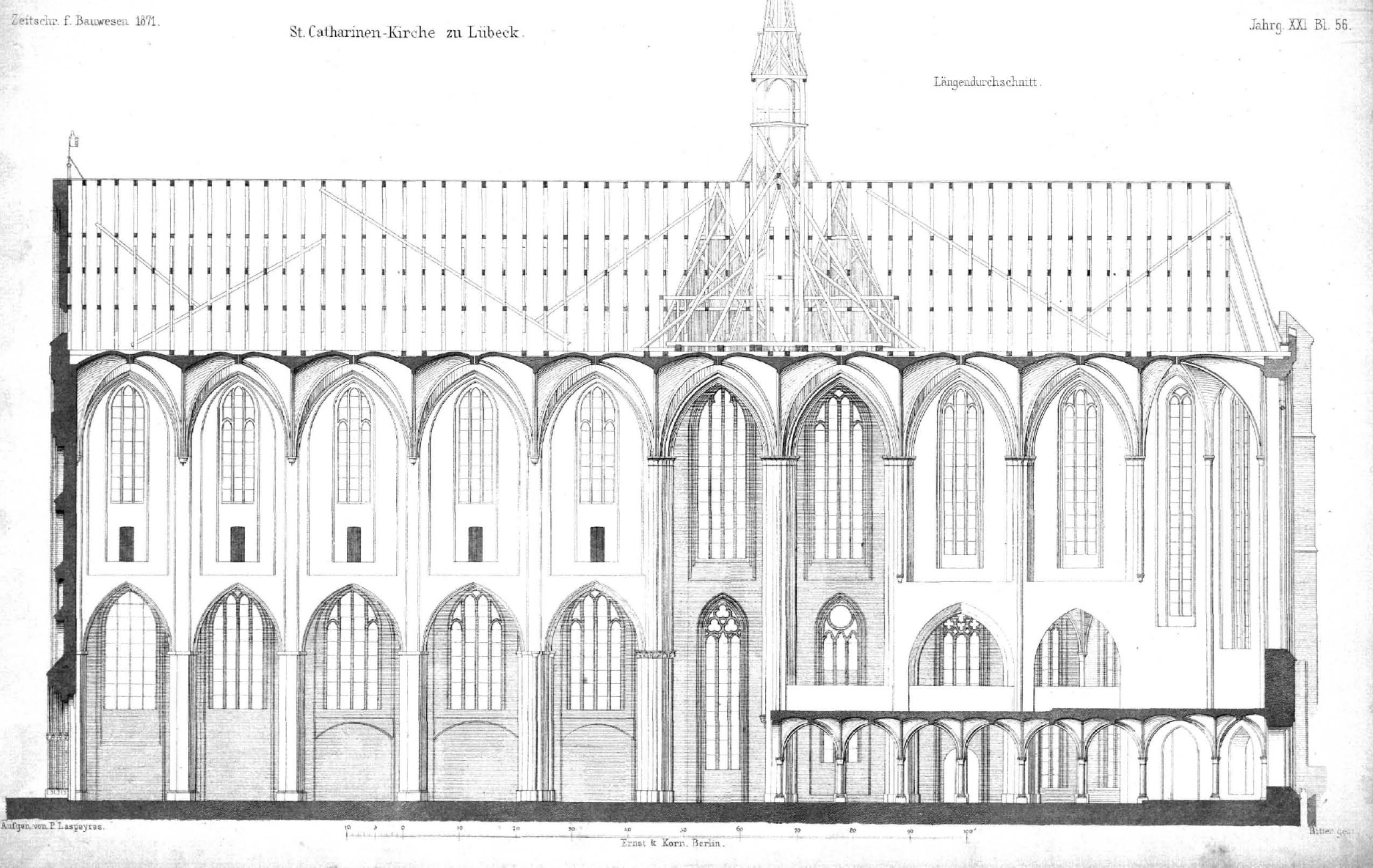
Längsschnitt
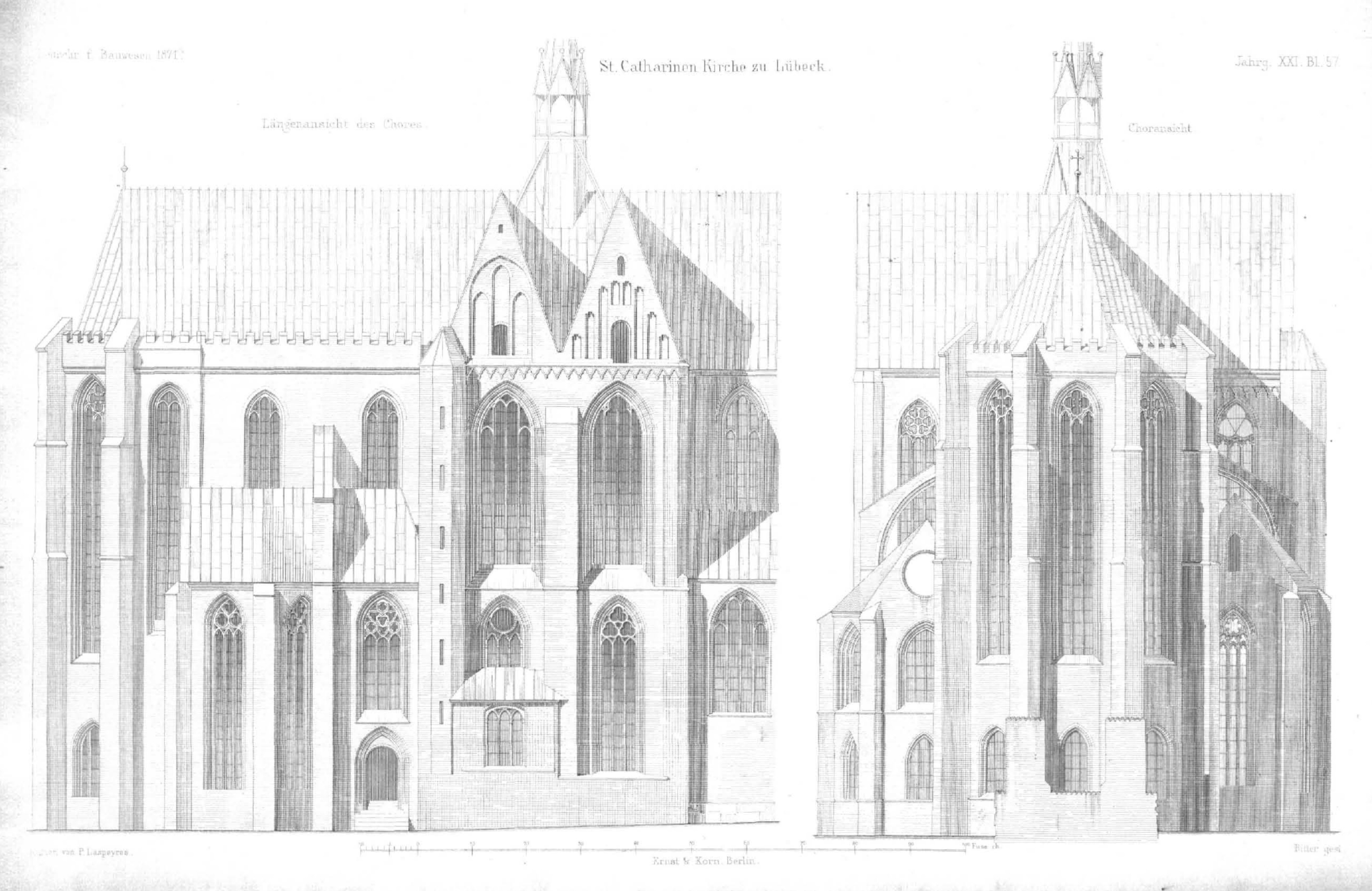
Nordansicht des Chors und Ostansicht

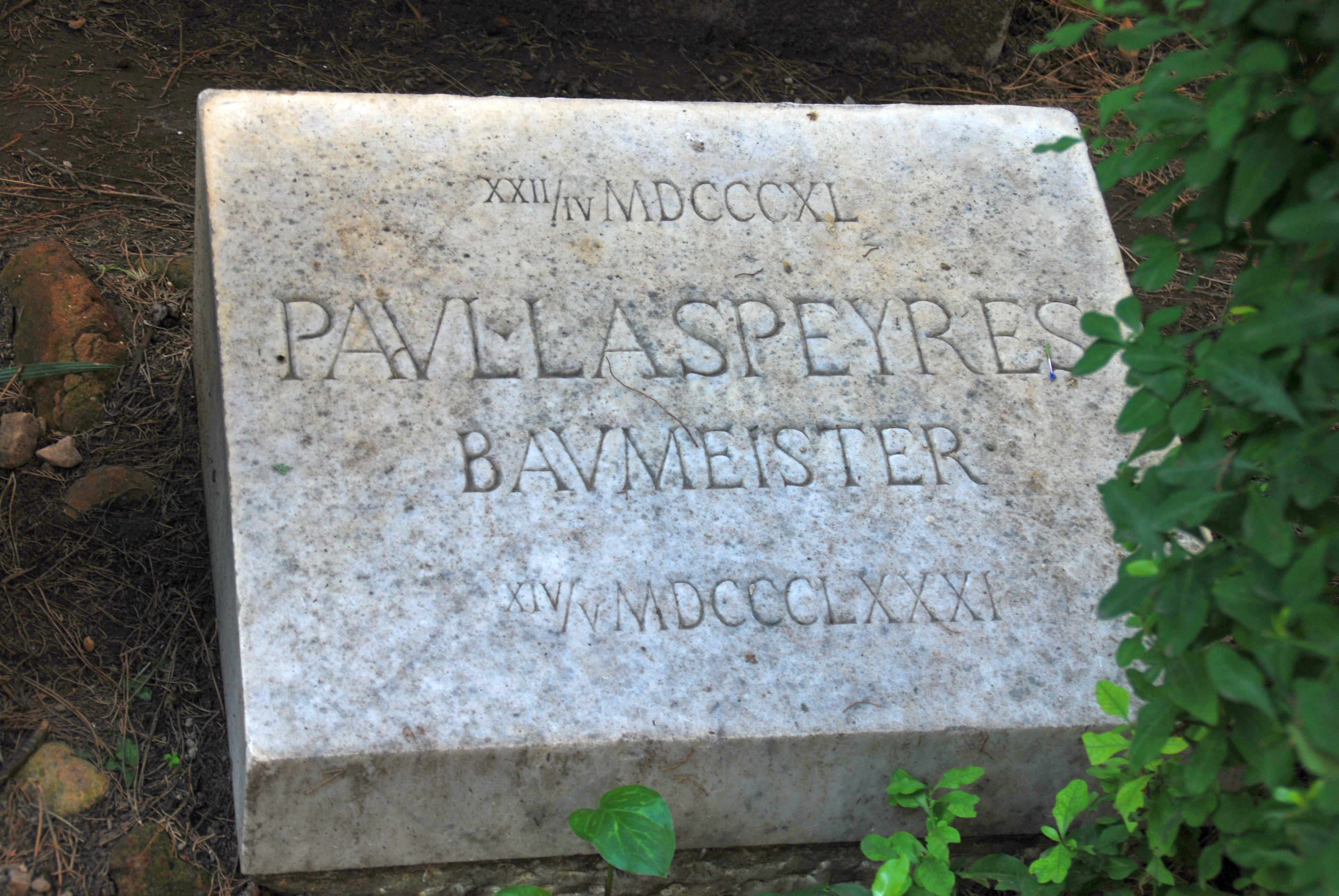
Grabstein

1872 begann er eine größere Publikation über die Baudenkmale Umbriens, die erst kurz vor seinem Tod fortgesetzt wurde. In seinen letzten Lebensjahren arbeitete Laspeyres mit Unterstützung des preußischen Kultusministeriums an der Herausgabe eines Werkes über die Renaissance-Kirchen Italiens, von dem bei seinem Tod der erste Band bereits in Probedrucken vorlag, während zu den übrigen Bänden teils stichfertige Zeichnungen, teils Skizzen vorhanden waren.
Laspeyres starb in Rom und wurde auf dem Protestantischen Friedhof beigesetzt, wo sein Grab bis heute erhalten ist.

## Schriften
- S. Maria della consolazione zu Todi. Nebst Mittheilungen über die mittelalterlichen Baudenkmale dieser Stadt, vier Kupfertafeln und zwanzig in den Text eingedruckte Holzschnitte. Ernst & Korn, Berlin 1869.
- Die Bauwerke der Renaissance in Umbrien. 2 Bände, Ernst & Korn, Berlin 1873 (Band 1, digitale-sammlungen.de) und 1883 (Band 2, archive.org).
- Die Kirchen der Renaissance in Mittel-Italien. (mit Unterstützung des Königlich Preußischen Ministeriums für Geistliche, Unterrichts- und Medicinal-Angelegenheiten hrsg. von H. Angelroth) W. Spemann, Stuttgart 1882.